# دانشکده حقوق و علوم سیاسی دانشگاه شیراز
دانشکده حقوق و علوم سیاسی دانشگاه شیراز در سال ۱۳۵۶ تحت عنوان دانشکده حقوق در مجموعه دانشگاه شیراز و در قالب یک بخش به نام حقوق شروع به کار کرد. در سال ۱۳۸۱ رشته علوم سیاسی در این دانشکده تأسیس و نام دانشکده به دانشکده حقوق و علوم سیاسی تغییر پیدا کرد.

## تاریخچه
در سال ۱۳۵۶ تحت عنوان دانشکده حقوق در مجموعه دانشگاه شیراز و در قالب یک بخش به نام حقوق شروع به کار کرد. در سال ۱۳۸۱ رشته علوم سیاسی در این دانشکده تأسیس و نام دانشکده به دانشکده حقوق و علوم سیاسی تغییر یافت. از سال ۱۳۷۲ دوره‌های کارشناسی ارشد رشته حقوق (شامل حقوق خصوصی، حقوق عمومی، حقوق بین‌الملل، حقوق جزا و جرم‌شناسی)، از سال ۱۳۸۸ دوره‌های کارشناسی‌ارشد علوم سیاسی، از سال ۱۳۹۹ در دوره کارشناسی ارشد روابط بین‌الملل و از سال ۱۴۰۱ در دوره کارشناسی ارشد حقوق تجارت بین‌الملل اقدام به پذیرش دانشجو گردید. هرکدام از گرایش‌های ذکرشده (حقوق و علوم سیاسی) تحت یک گروه مستقل به نام همان گرایش اداره می‌شود. در سال ۱۳۹۲ مقطع‌دکتری در رشته جزا و جرم‌شناسی و حقوق خصوصی، در سال ۱۳۹۶ مقطع دکتری حقوق عمومی و سال‌های ۱۳۹۵ و ۱۳۹۶ مقطع دکتری علوم سیاسی راه اندازی شد.

## پژوهشکده حکمرانی
طی مراسمی در تاریخ ۸ خردادماه ۱۴۰۲ پژوهشکده حکمرانی دانشگاه شیراز به‌طور رسمی افتتاح شد.